# Вельвен, Андреас фон
 Андре́ас фон Ве́львен (фон Фельбен, фон Фельфен нем. Andreas von Felben, Andreas von Velven, Andreas von Stirland; 1201, Штирия — 1263, Германия) — ландмейстер Тевтонского ордена в Ливонии (1240—1241, 1248—1253).
Согласно Бальтазару Руссову, до своего вступления в должность ливонского ландмейстера был комтуром (командором) Риги. Предположительно командовал в 1242 году ливонскими рыцарями во время знаменитого «Ледового побоища». В 1241 году произошло восстание эстов на острове Эзель. Восставшие отказались от христианства и стали истреблять немцев. Эзельский епископ Генрих едва избежал смерти. Ландмейстер фон Вельвен подавил восстание, заставив местных жителей вернуться к христианству и признать власть Ордена.
Тот факт, что Андреас фон Вельвен заключил от имени Ордена договор с эзельским епископом о разделе светской и духовной власти в завоёванных русских землях, также подтверждает его руководящую роль в проведении Ливонского крестового похода на Русь. В Житии Александра Невского фигурирует под именем «Андреяш». Там же описано его путешествие на Русь, что историками не было ни доказано, ни опровергнуто.
В 1248 году Андреас фон Вельвен вторично стал ландмейстером Тевтонского ордена в Ливонии. Проводил агрессивную политику, стремясь подчинить верховной власти Ордена земгалов, жмудинов и литовцев. Заключил военный союз с князем Даниилом Романовичем Галицким, направленный против великого князя литовского Миндовга. При дворе галицкого князя нашли убежище князья Викинт, Товтивил и Эрдивил, родственники и противники Миндовга, захватившего их уделы. Даниил отправил жмудского князя Викинта, дядю Миндовга, с богатыми дарами к ятвягам, жмудинам и ливонским рыцарям. Ятвяги и часть жмудинов согласились выступить против Миндовга. Ливонцы прислали сказать галицкому князю Даниилу: «для тебя помирились мы с Викинтом, хоть он и погубил много нашей братьи» — и обязались оказать ему военную помощь в войне против Литвы.
В 1250 году галицко-волынские князья совершили большой военный поход на Литву, где взяли и разорили города Волковыск, Слоним и Здитов. Однако ливонские рыцари не оказали обещанной помощи. Тогда князь Товтивил (племянник Миндовга) отправился в Ригу, где принял католическое крещение под именем Готлиба. После этого ливонский магистр Андреас фон Вельвен стал готовиться к войне против Литвы. Но великий князь литовский Миндовг смог расстроить вражескую коалицию. В начале 1251 года он вступил в переговоры с ливонским магистром. На личной встрече с фон Вельвеном Миндовг обещал принять католическое крещение, а взамен попросил королевский титул от папы римского.
Миндовг уступил Ливонскому ордену земли северных балтийских племён (селов, куршей и земгалов). Ливонский магистр и рижский епископ сообщили папе Иннокентию IV о переговорах, получив от него полное одобрение. Папа поручил ливонскому магистру организовать коронацию Миндовга. В 1251 году великий князь литовский Миндовг вместе с женой и многими подданными принял католическое крещение, а летом 1253 года был коронован епископом кульмским Генрихом. На коронации присутствовал ливонский магистр Андреас фон Вельвен. Взамен за свою коронацию Миндовг согласился уступить крестоносцам часть ятвяжских и жемайтских земель. В том же 1253 году Андреас фон Вельвен отказался от своей должности и уехал в Германию.

## Образ в кино
- «Александр Невский» (СССР, 1938), режиссёр Сергей Эйзенштейн. В роли Андреаса фон Вельвена — Владимир Ершов.
- «Александр. Невская битва» (Россия, 2008), режиссёр Игорь Калёнов. В роли Андреаса фон Вельвена — Александр Стёпин (Орлов).